# موریس ب. ابرام
موریس ب. ابرام (انگلیسی: Morris B. Abram; ۱۹ ژوئن ۱۹۱۸ – ۱۶ مارس ۲۰۰۰) وکیل، و دیپلمات اهل ایالات متحده آمریکا بود.
وی همچنین برندهٔ جوایزی همچون بورسیه رودز شده‌است.